# Murat Yakın
Murat Yakın (Basileia, 15 de setembro de 1974) é um treinador e ex-futebolista suíço descendente de turcos que atuava como zagueiro. Atualmente comanda a Seleção Suíça.

## Carreira como jogador
Irmão mais velho do também futebolista Hakan Yakın, Murat passou a maior de sua carreira jogando pelo clube de sua cidade natal, o Basel, onde foi o pilar defensivo, capitão e líbero de um time que teve sucesso nacional e relativo na Europa. O jogador conquistou a Superliga Suíça em três temporadas (2001–02, 2003–04 e 2004–05), além de dois títulos da Copa da Suíça (2001–02 e 2002–03).
Em 2003, atuou ao lado do seu irmão no "Jogo contra a Pobreza" realizado pela FIFA. No amistoso celebrativo realizado em Basileia, o time de Ronaldo venceu o time de Zinédine Zidane por 4 a 3.
Yakın também representou a Seleção Suíça em 49 partidas, tendo sido convocado para a Eurocopa de 2004.

## Títulos

### Como jogador
Basel
- Superliga Suíça: 2001–02, 2003–04 e 2004–05
- Copa da Suíça: 2001–02 e 2002–03

### Como treinador
Thun
- Challenge League: 2009–10

Basel
- Superliga Suíça: 2012–13 e 2013–14

### Prêmios individuais
- Jovem Futebolista Suíço do Ano: 1994
- Futebolista Suíço do Ano: 2002